# Hold on Hope
Hold on Hope is een ep van de Amerikaanse indierock-muziekgroep Guided by Voices. De muziek is afkomstig van opnamesessies voor andere albums, de titelsong Hold on Hope is bijvoorbeeld terug te vinden op Do the Collapse. Tevens is dit nummer gebruikt in de tv-series Scrubs en Attraction. In 2009 werd de ep opnieuw uitgebracht met bonustracks, hoewel het eigenlijk een samenvoeging van deze ep en Plugs for the Program betrof.

## Tracklist
1. Underground Initiations
2. Interest Position
3. Fly into Ashes
4. Tropical Robots
5. A Crick Uphill
6. Idiot Princess
7. Avalanche Aminos
8. Do the Collapse
9. Hold on Hope